# توده درختی

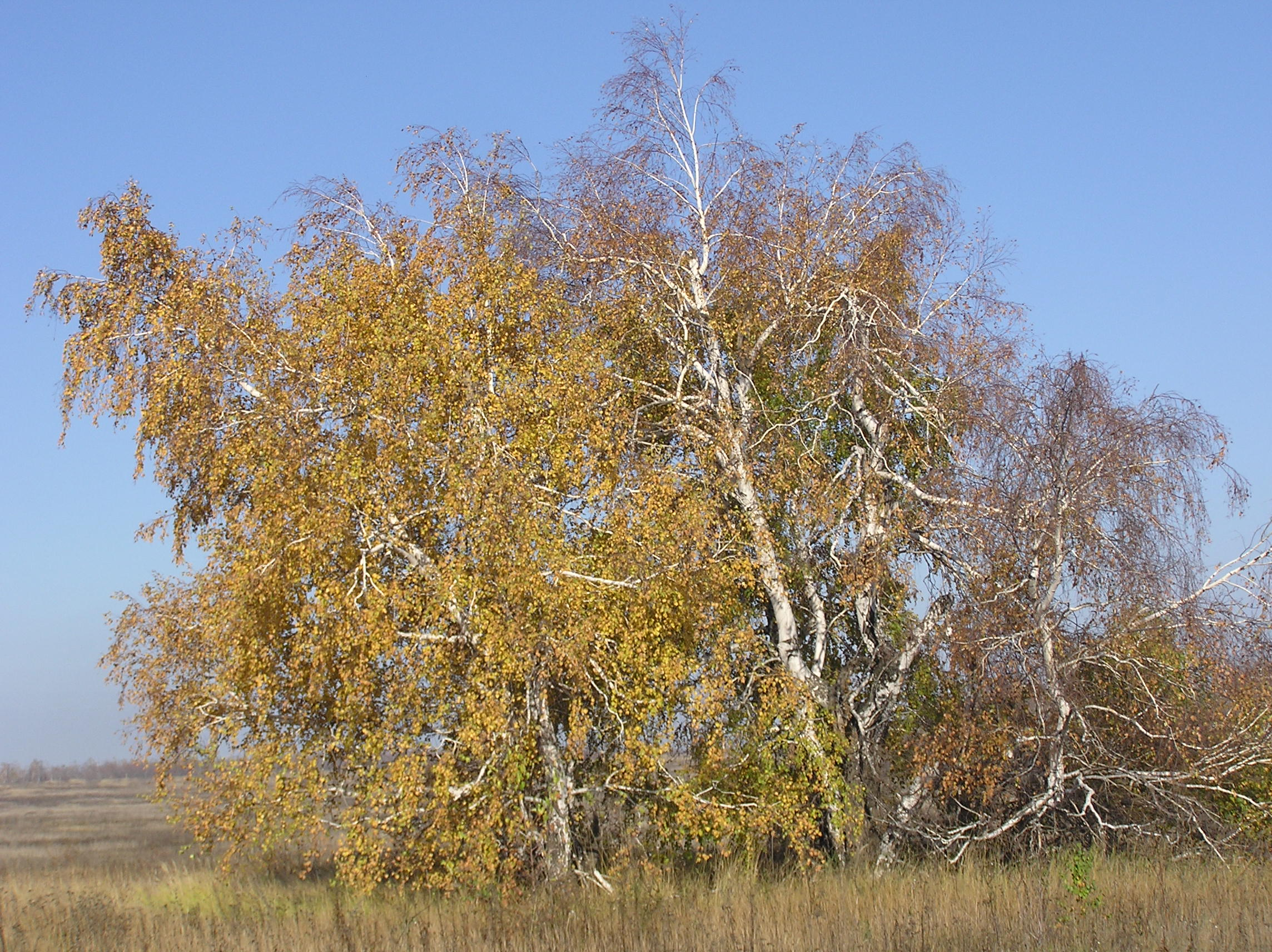
توده‌ای از درختان توس در استان ساراتوف، روسیه.

توده درختی (به انگلیسی: Thicket) پوشش گیاهی متراکمی از درختان کوتاه و درختچه‌ها و بوته‌ها است که معمولاً تنها از یک گونه یا گونه‌های اندک از گیاهان تشکیل شده‌اند. یکی از دلایل پیدایش تودۀ درختی، ریختن تعداد زیادی دانه بارور توسط یک گونه گیاهی در پناه گیاهان محافظ بزرگ‌تر است. برخی توده‌های درختی نیز به خاطر دخالت انسانی و تغییر کاربری زمین‌های پیرامون آن پدید می‌آیند.